# 女媧

明末清初の画家・蕭雲从による女媧補天の挿絵。

女媧（じょか、拼音: Nüwa）は、古代中国神話と道教に登場する人類を創造したとされる女神。三皇のひとりに挙げる説がある。姓は風、伏羲とは兄妹または夫婦とされている。

## 概要
姿は蛇身人首（龍身人首）であると描写される文献が残されており、漢の時代の画像などをはじめそのように描かれている。笙簧（しょうこう）という楽器の発明者であるともされる。
『説文解字』での解説をはじめ、女神であるとされるのが一般的である。『世本』「氏姓篇」のように性別を男としている例（「弟」と示されており、「女」という氏族であることから「女皇」と称されたという）も見られ、伏羲の配偶者・女神として描かれる文献が確認される時代が新しいものであった点から、「性別は本来は男であった」とされる説が中国などの学者間でも強く存在していたが、考古学方面での墳墓の壁画や石棺・帛画などの発見や人類学方面での伝承の採集により、女媧は女神として存在していたという説が主流となるに至っている。
婚姻制度を作ったともされ、男女を結婚させ子孫繁栄したことから婚姻の女神、楽器を作ったことから音楽の女神ともされる。

## 人類創造

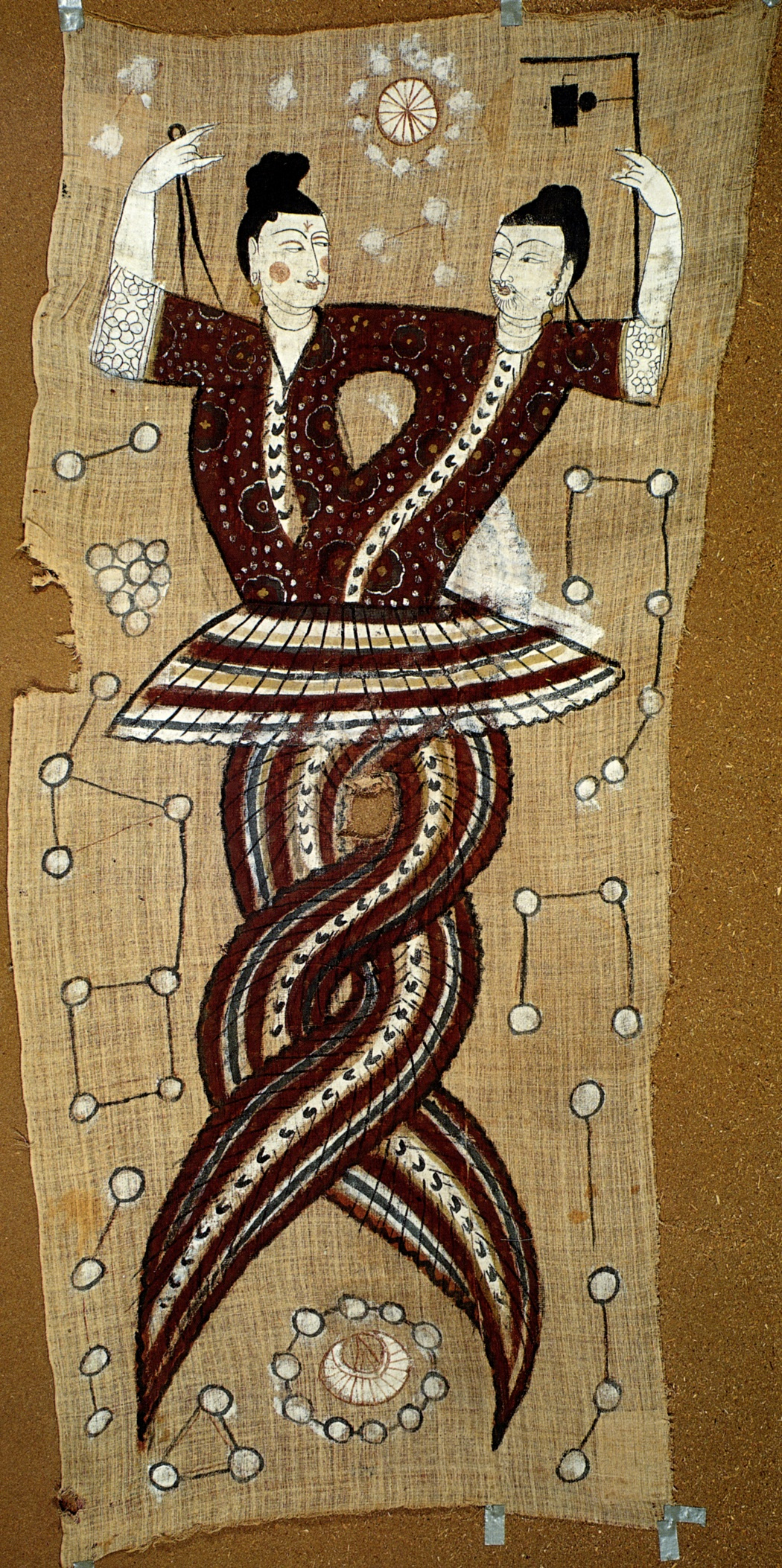
女媧と伏羲

『淮南子』では、黄帝、上駢、桑林の3人の神が女媧の体に創建された。人間をつくった存在であるとされており、女媧が泥をこねてつくったものが人類のはじまりであると語られている（搏土造人、抟土作人）。後漢時代に編された『風俗通義』によると、つくりはじめの頃に黄土をこねてていねいにつくった人間がのちの時代の貴人であり、やがて数を増やすため縄で泥を跳ね上げた飛沫から産まれた人間が凡庸な人であるとされている。『楚辞』「天問」にも「女媧以前に人間は無かったが女媧は誰がつくったのか」という意味のことが記されており、人間を創造した存在であるとされていた。また、『淮南子』「説林訓」には70回生き返るともあり、農業神としての性格をも持つ。
伏羲とともに現在の人類を生みだした存在であると語る神話伝説も、中国大陸には口承などのかたちで残されている。大昔に天下に大洪水が起きるが、ヒョウタンなどで造られた舟によって兄妹が生き残り、人類のはじめになったというもので、この兄妹として伏羲・女媧があてられる。このような伝説は苗族やチワン族などにも残されている。聞一多は、伏羲・女媧という名は葫蘆（ヒョウタン）を意味する言葉から出来たものであり、ヒョウタンがその素材として使われていたことから「笙簧」の発明者であるという要素も導き出されたのではないかと推論仮説している。

## 天地修復
『淮南子』「覧冥訓」には、女媧が天下を補修した説話を載せている。古の時、天を支える四極の柱が傾いて、世界が裂けた。天は上空からズレてしまい、大地は割れ、すべてを載せたままでいられなくなった。火災や洪水が止まず、猛獣どもが人を襲い食う破滅的な状態となった。女媧は、五色の石を錬（ね）りそれをつかって天を補修し（錬石補天）、大亀の足で四柱に代え、黒竜の体で土地を修復し、芦草の灰で洪水を抑えたとある。

## 祭祀
武梁祠などの石室に画像が描かれている（武氏墓群石刻）。下半身が蛇体となった姿をしており、女媧と伏羲とがからみあった形状で描かれる。清の時代には瞿中溶によって『漢武梁祠画像考』が編まれている。
道教に取り込まれてのち仏教の神仏習合の理論の上では、阿弥陀如来によって遣わされ、出現したばかりの地上の世界を造った中国の伝説上の存在として伏羲とともに説かれた。日本でも仏教側の立場から編まれた神道論集の一つである『諸神本懐集』（14世紀）では、女媧の本地は宝吉祥菩薩（勢至菩薩・月天子）であるとの唐の時代の説が収録されている。
女媧と伏羲の組み合わせが地上のはじめの男女であるという定義は中国の民間宗教にも広く用いられており、『龍華経』でも人間たちの祖先としてつくりだされた世のはじまりの陰陽一対の存在の名として張女媧と李伏羲という名が記されている。

## 驪山老母と女娲
驪山老母（りざんろうぼ）は中国神話・道教における女神であり、女娲（じょか：人類創造と天補修の女神）との関係性については、以下の3つの説が主に存在する。

### 同一神格説
後世の民間伝承や小説（『西遊記』『封神演義』等）で女娲の化身とされる。
『長安志』（北宋）:「驪山有女娲治処、今驪山老母殿即其処」（女娲の治所が老母殿と同一）。
民間伝承:驪山を「女娲が補天時に乗った神獣の化身」と解釈し温泉を「神湯」と称する。
文学表現:元曲『老母補天』で両者を同一視。『西遊記』第23回：驪山老母が三大菩薩の「母」役を務める描写から、女娲の権威と整合。

### 別神説
道教経典『驪山老母玄妙真経』：老母を北斗七星の母「斗姥」の化身と定義。
『雲笈七籤』：女娲を創世神、驪山老母を養生術（麦飯術・胎息法）伝承者と区別。
歴史的実像:驪山老母を商周時代の実在人物「戎胥軒の妻」とし、女娲神話とは時代が異なる（俞樾『小浮梅閑話』）。

### 習合説
驪山信仰は秦代の地母神崇拝が起源。女娲神話と唐代に習合した。石補天神話の女娲と長生術を司る驪山老母は本来別体系。明代小説による混淆が発生。

## 日本への伝来時期
日本における文献への登場例は、『続日本紀』（巻3）慶雲3年（706年）11月3日条に、文武天皇が新羅国王に対し、「漸無練石之才」と女媧による錬石補天を引用した文書を送っていることから、少なくとも律令時代には認識されていたことがわかる。
道教に組み込まれた上での女媧・伏羲についての信仰が日本に渡来した時期に関しては、早い時期で紀元前1世紀（弥生時代中期）説がある。鳥取市の歴史研究家の小坂博之の考察によれば、鳥取県国府町所在の今木神社が所有する線刻された石に描かれた胴が長い人絵が女媧・伏羲に当たるとしている（石の大きさは、直径75センチメートル、短径63センチメートル）。調査によれば、「鳥」「虎」と読める漢字も刻まれており、その書体から中国山東省に残る「魯孝王刻石」（紀元前56年成立）にある「鳳」の中にある鳥が最も酷似し、隷書体の中でも古い時代にある古隷の書体と考えられている。『淮南子』（前2世紀成立）では、「鳥」は無道・殺戮の神を表し、「虎」は兵戦の神を表している。このことから、「天地再生・人類創造の神である伏羲と女媧に祈り、兵戦の神（虎）と無道・殺りくの神（鳥）を遠ざけ、災厄の除去を願ったもの」と解釈されている（しかし、この神の性格が兵戦の神（虎）と無道・殺戮の神（鳥）である可能性も考えられる）。刻石自体が亀甲と形状が類似することから、甲を用いた占いと共通し、『淮南子』の知識を有したシャーマンか王が用いたと考えられている。

## ギャラリー

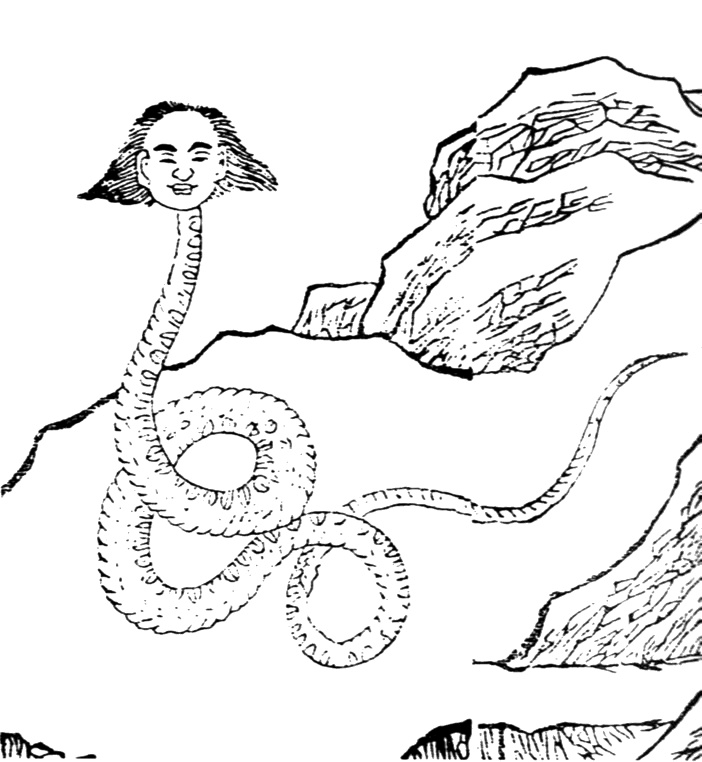
『山海経』図絵全像版の女媧の挿絵（明代）
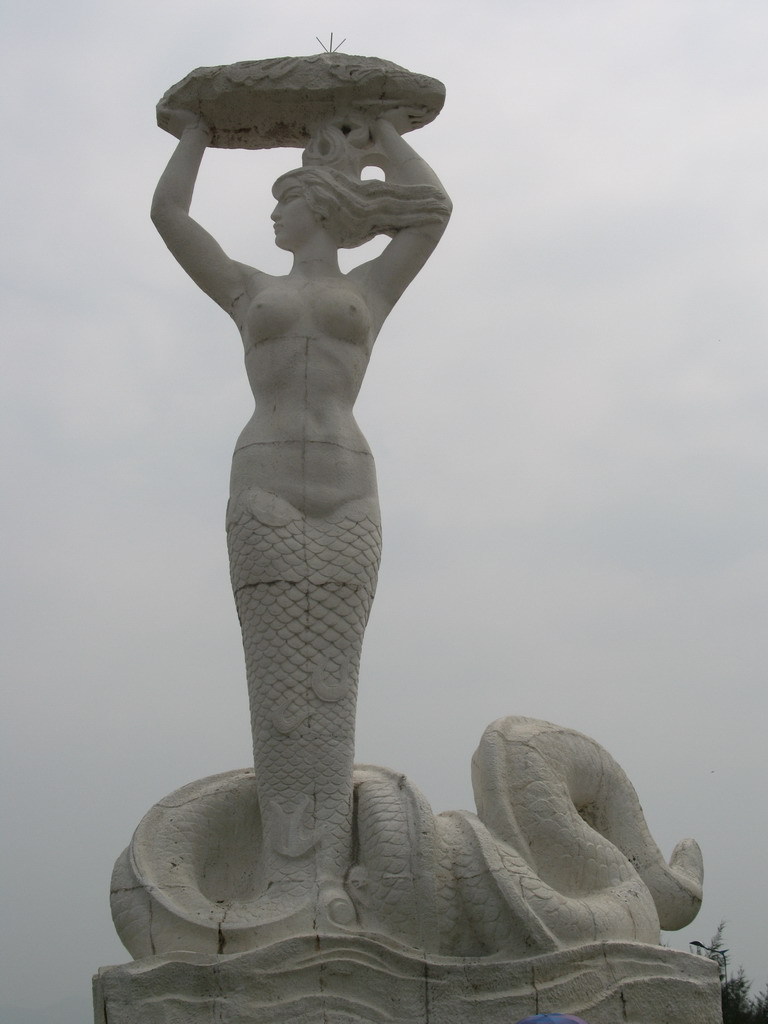
女媧補天の像（広東省深圳市海上世界）
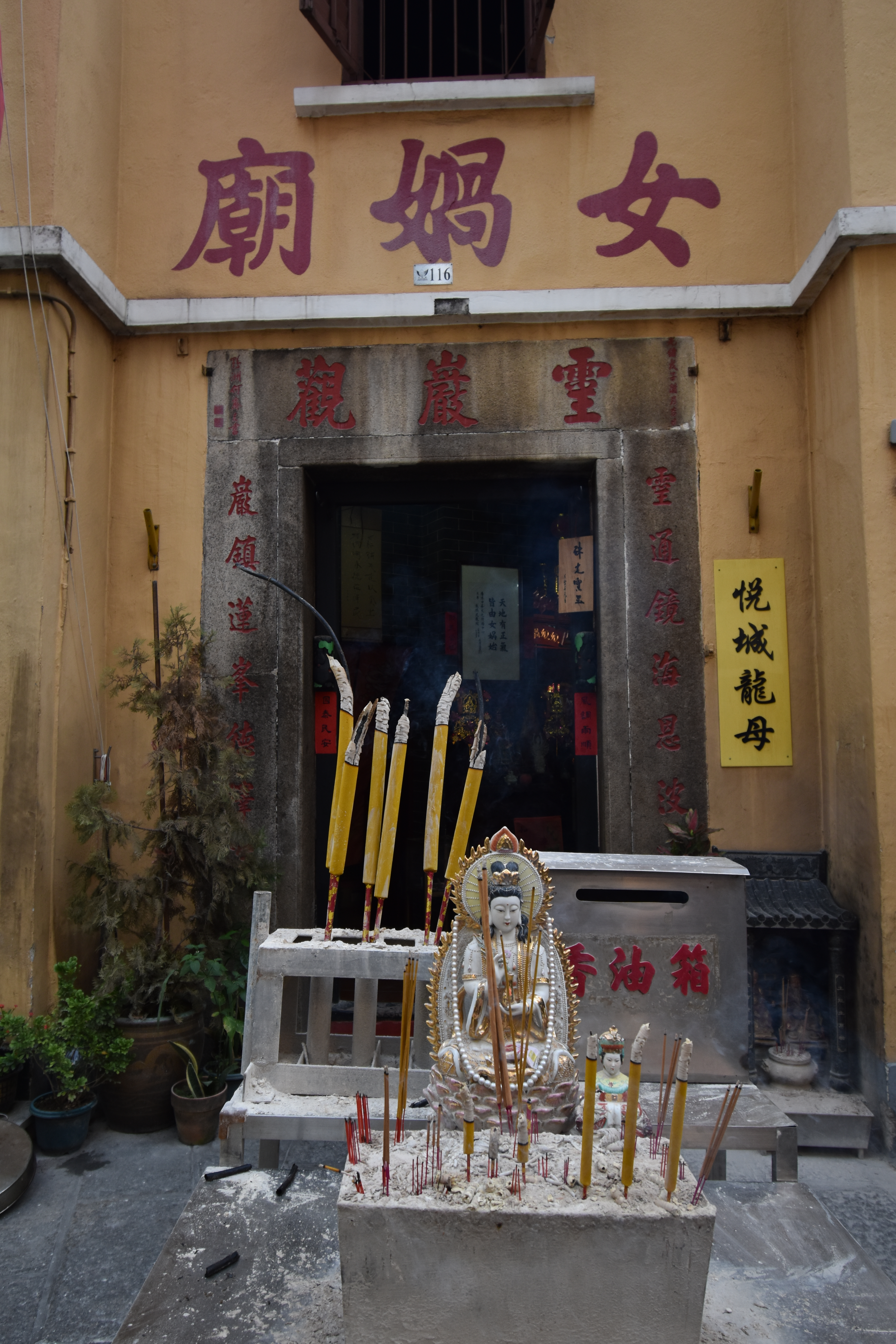
マカオの女媧廟
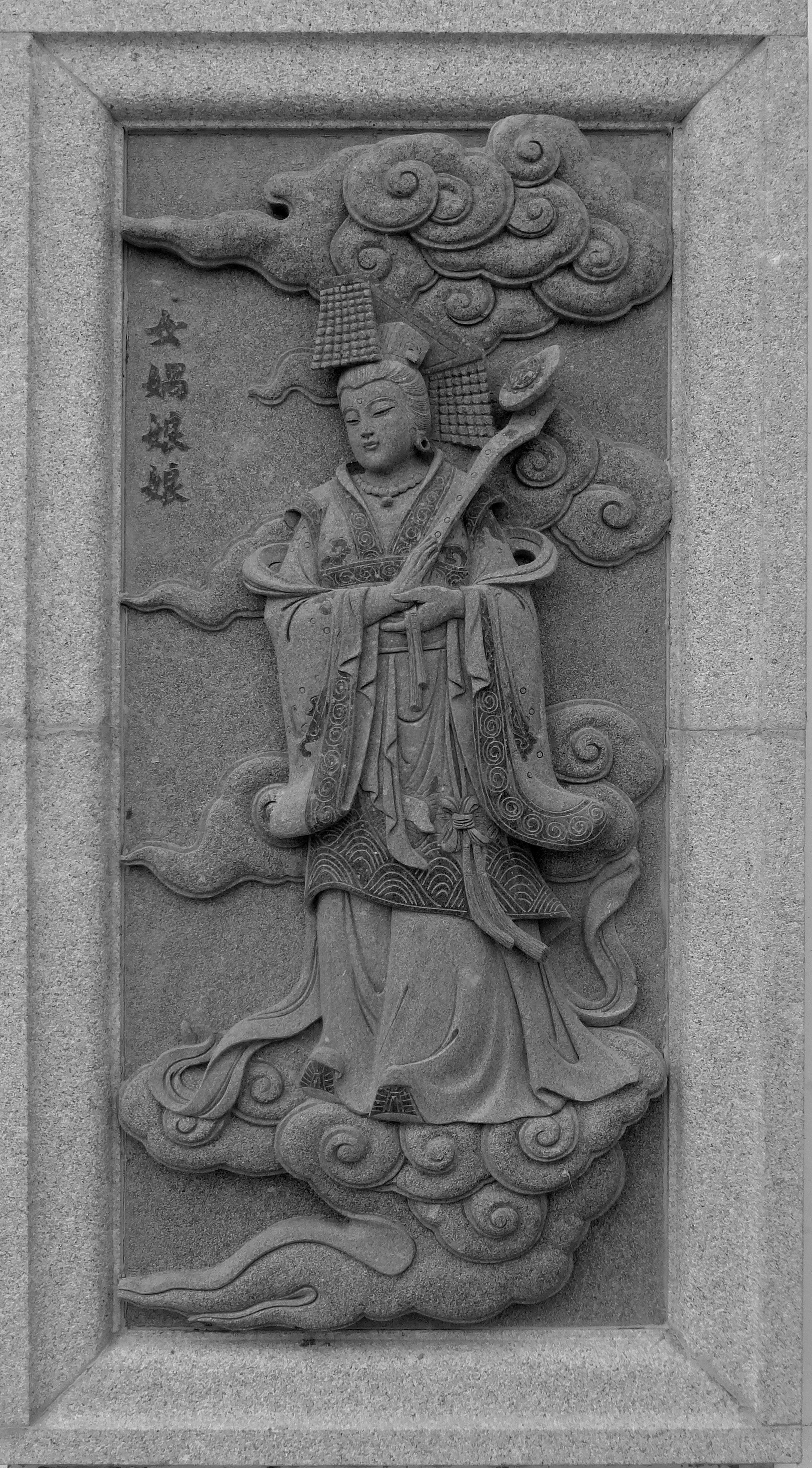
『封神演義』に登場する女媧娘娘のレリーフ（マレーシアのペラ州）